# ホテルグリーンプラザ東条湖
ホテルグリーンプラザ東条湖（ホテルグリーンプラザとうじょうこ）は兵庫県加東市にあるグリーンプラザ系列のホテルである。

## 概要
- 人工湖である東条湖が完成した記念に観光事業に乗り出し、1965年に発足したのをきっかけに、翌年の1966年に東条湖カントリー俱楽部を開業し、さらに1967年に現在の東条湖おもちゃ王国が立地している場所に東条湖ランドも開業し、観光客の増加を見込んでホテルの建設に着手し、1984年に完成させた。

## 沿革
- 1984年-開業。
- 1992年-コネクション棟完成。

## アクセス
- 中国自動車道ひょうご東条インターチェンジから車で約10分
- JR福知山線新三田駅から無料送迎バスで約30分